# Пономарёв, Евгений Михайлович
Евгений Михайлович Пономарев (род. 17 сентября 2006 года, Прокопьевск, Кемеровская область) — российский тайский боксер. Чемпион России 2025 года в весовой категории до 54 кг.

## Биография
Начал тренироваться по тайскому боксу возрасте 12 лет под руководством своего первого и нынешнего тренера Главинского Михаила Владимировича в спортивном клубе «Город бойцов» (г. Прокопьевск). В мае 2021 года стал обладателем бронзовой награды первенства России среди юношей до 15 лет в весовой категории до 38 килограмм. В августе 2022 года в городе Куала-Лумпур (Малайзия) Евгений стал победителем первенства мира среди юношей до 15 лет в весовой категории до 40 кг. В феврале 2025 года стал чемпионом страны в весе до 54 кг

## Спортивные достижения
- Первенство России среди юношей 2021 — ;
- Первенство мира среди юношей 2022 — ;
- Чемпионат России 2025 — ;